# عبد الرحمن حسن شربتلي
عبد الرحمن حسن عباس شربتلي هو رجل أعمال سعودي.

## سيرة شخصية
والده هو حسن عباس شربتلي الذي كان من أبرز التجار في السعودية وكان معروفًا بعمله الخيري. شقيقه هو إبراهيم حسن عباس شربتلي مؤسس شركة «ساماكو»، الممثل الحصري في المملكة للكثير من العلامات التجارية في قطاع السيارات وغيره.
بعد دراسته في «فيكتوريا كولدج» بحي المعادي في القاهرة، بمصر، اتجه عبد الرحمن شربتلي إلى الاستثمار في مشاريع مختلفة بمصر، بالإضافة إلى أعماله في المملكة العربية السعودية.
يُعرف شربتلي بكونه أحد كبار المستثمرين بمصر. ففي عام 2017 أعلن اعتزامه ضخّ ما يقرب من 2.15 مليار دولار في استثمارات جديدة مع رجل الأعمال فهد الشبكشي. وهو مؤسس ورئيس مجلس إدارة شركة «جولدن بيراميدز بلازا» منذ 2016، وهي شركة تدير مشاريع عقارية ضخمة في مصر مثل «سيتي ستارز» الذي يضم أكثر من 550 سوق تجاري وفندق. كما يشغل منصب رئيس مجلس إدارة شركة «جنوب الوادي للأسمنت» منذ 2017، وهي شركة لإنتاج الأسمنت مدرجة في البورصة المصرية تم تأسيسها في 1997.
يشغل شربتلي منصب رئيس مجلس المديرين في «مجموعة النهلة»، ورئيس مجلس أمناء «مؤسسة حسن عباس شربتلي» وهي مؤسسة خيرية تقدم برامج دعم مجتمعي داخل السعودية.
قدرت مجلة فوربس ثروته بنحو 208 مليون دولار في عام 2016.

## وصلات خارجية
- حوار لعبد الرحمن الشربتلي مع صحيفة المصري اليوم